# 野村仲三郎
野村 仲三郎（のむら なかさぶろう 1925年（大正14年）1月21日 - 2004年（平成16年）12月24日）は、日本の政治家。三重県鈴鹿市の市長を務めた。

## 経歴
元々歯科医師であったが、当時の鈴鹿市長杉本龍造に請願され助役に就任した。
1975年（昭和50年）に杉本の後任として鈴鹿市長に立候補し初当選した（3代目市長）。その後1987年まで3期12年市長を務めた。1987年の選挙で落選し4選を逃した。
在任中には、佐佐木信綱資料館、伝統産業会館、文化会館など文化施設を充実させた。